# Margarita Primas
Margarita Primas (* 18. Juni 1935; † 28. Februar 2025) war eine Schweizer Prähistorikerin und Hochschullehrerin.

## Leben
Nach der Promotion 1967 über Die südschweizerischen Grabfunde der älteren Eisenzeit und ihre Chronologie in Zürich und der Habilitation 1974 (Untersuchungen zu den Bestattungssitten der ausgehenden Kupfer- und frühen Bronzezeit) ebenda lehrte sie dort von 1976 bis 1987 als außerordentliche Professorin und von 1987 bis 2000 als Professorin. Sie starb im Februar 2025 im Alter von 89 Jahren.

## Schriften (Auswahl)
- Die Sicheln in Mitteleuropa. Österreich, Schweiz, Süddeutschland. München 1986, ISBN 3-406-30501-6.
- Eschenz, Insel Werd. Die Keramik der Spätbronzezeit. Zürich 1989, ISBN 3-260-05234-8.
- Archäologie in Zürichs Wäldern. Zürich 2003, ISBN 3-906262-15-4.
- Bronzezeit zwischen Elbe und Po. Strukturwandel in Zentraleuropa 2200–800 v. Chr. Bonn 2008, ISBN 978-3-7749-3543-3.